# Georges Kramer
Pour les articles homonymes, voir Kramer.
Georges Kramer est un footballeur puis entraîneur suisse, né le 27 novembre 1898 à Colombier (Suisse) et mort le 5 septembre 1962. Il possède également la nationalité française.

## Biographie
Georges Kramer, tout comme ses deux frères cadets Auguste et Edmond, est international suisse, avant de faire carrière en France. 
Il débute au FC Cantonal Neuchâtel, ancêtre du Neuchâtel Xamax FC, avant de jouer au Grasshopper-Club Zurich puis au FC Bienne.
Il quitte le FC Bienne pour rejoindre le FC Cette en 1922. Avec les Dauphins, il réalise alors une saison exceptionnelle, en remportant le Championnat très relevé de la Ligue du Sud Est et en parvenant en finale de la Coupe de France. Mais il est mêlé à une « affaire » de rémunérations occultes en 1923. Le club sétois, alors grand partisan de l'arrivée du professionnalisme dans le football français est souvent accusé d'amateurisme marron. 
Georges Kramer part ensuite au Gallia Club Lunel, équipe qui aspire à jouer les premiers rôles dans le Championnat de la Ligue. Il est rejoint dans ce club, après 1924, par ses deux frères. Ils ont alors comme coéquipier, l'international français Fernand Brunel. Capitaine de l'équipe, il est suspendu trois mois, en janvier 1927, pour avoir quitté le terrain avec ses coéquipiers lors d'une rencontre contre son ancien club le FC Cette.
Les trois frères Kramer partent ensuite au SO Montpellier. Le nombre de joueurs étrangers étant limité à trois par équipe pour jouer la Coupe de France, Georges prend la nationalité française. Ils remportent la Coupe de France en 1929, face à leur grand rival de l'époque, le FC Sète. Les frères Auguste et Edmond Kramer marquent les deux buts de la victoire. Il devient en janvier 1934 entraîneur du FC Lyon.
Il meurt d'un accident de voiture le 5 septembre 1962 à Montpellier, ville où il avait pris sa retraite. Il se rendait à Nîmes pour assister au match de football Nîmes-Sedan.

## Palmarès
- Champion de Suisse en 1916 avec le FC Cantonal Neuchâtel et en 1921 avec le Grasshopper-Club Zurich
- Finaliste de la Coupe de France en 1923 avec le FC Cette
- Champion de la Ligue du Sud-Est DH en 1923 avec le FC Cette et en 1928 avec le SO Montpellier
- Vainqueur de la Coupe de France en 1929 avec le SO Montpellier